# Voremberg
Voremberg ist ein Ortsteil der Gemeinde Emmerthal im Landkreis Hameln-Pyrmont des Bundeslandes Niedersachsen. Der Ortsteil hatte am 30. Juni 2002 338 Einwohner.

## Geografische Lage
Die Gemeinde liegt inmitten des Weserberglands. Hier fließt der Hastebach in die Hamel und diese in die Weser. Voremberg liegt auf einer Höhe von ca. 69 m ü. NN. Mit zu Voremberg gehört das ca. einen Kilometer entfernte Dorf Völkerhausen. Dieses Dorf hat auch dasselbe Wappen.

## Geschichte
Im Jahre 1247 wurde ein Zisterziensernonnenkloster von Voremberg nach Höckelheim verlegt. Mit Ausstellung dieser Urkunde der Edelherren zur Plesse fand Voremberg die erste geschichtliche Erwähnung.
In einer Urkunde des Bischofs von Minden wurden die Grafen von Homburg um 1300 mit dem Villikationshof und dem ganzen Dorf belehnt.
Um 1500 war Voremberg eine Enklave des Hauses Grohnde. In einer ersten Personenliste des Obersts Georg von Holle, Pfandinhaber des Hauses Grohnde, wurden die Höfe und Stelleninhaber des Dorfes aufgezählt. Mehrere Jahrhunderte blieb Voremberg ein Teil des Hauses bzw. des späteren Amtes Grohnde.

## Politische Entwicklung
1815 wurden die Ämter Grohnde und Ohsen zusammengelegt. 1859 erfolgte die Vereinigung mit dem Amt Hameln. Am 1. April 1885 wurde aus den ehemaligen Ämtern Hameln, Polle und Lauenstein sowie den Städten Hameln und Bodenwerder der Kreis Hameln gebildet.
Zum 1. Januar 1973 wurde Voremberg neben 16 anderen Gemeinden durch das „Gesetz zur Neugliederung der Gemeinden im Raum Hameln“ vom 20. November 1972 in die Gemeinde Emmerthal integriert.

## Wappen
Gespalten von Gold und Grün. Auf dem goldenen Feld ein halbes schwarzes Ross am Spalt, auf dem grünen Feld ein großes Eichenblatt.
Mit Erlass vom 6. Oktober 1933 des Preußischen Staatsministeriums wurde der Landgemeinde Voremberg die Führung des Wappens genehmigt.